# Division 1 (Bélgica) 1958-59
La Primera División de Bélgica 1958/59 fue la 56.ª temporada de la máxima competición futbolística en Bélgica.

## Tabla de posiciones
| Pos | Equipo                         | PJ | PG | PE | PP | GF | GC | Pts | DG  | Notas                                                |
| --- | ------------------------------ | -- | -- | -- | -- | -- | -- | --- | --- | ---------------------------------------------------- |
| 1   | RSC Anderlechtois              | 30 | 19 | 6  | 5  | 72 | 23 | 44  | +49 | Clasificado a la Copa de Campeones de Europa 1959-60 |
| 2   | RFC Liégeois                   | 30 | 19 | 5  | 6  | 55 | 28 | 43  | +27 |                                                      |
| 3   | Standard Club Liégeois         | 30 | 16 | 10 | 4  | 64 | 31 | 42  | +33 |                                                      |
| 4   | Beerschot                      | 30 | 14 | 9  | 7  | 57 | 39 | 37  | 18  |                                                      |
| 5   | La Gantoise                    | 30 | 14 | 5  | 11 | 65 | 38 | 33  | +27 |                                                      |
| 6   | Royal Antwerp FC               | 30 | 14 | 5  | 11 | 60 | 43 | 33  | +17 |                                                      |
| 7   | K Waterschei SV Thor Genk      | 30 | 12 | 8  | 10 | 47 | 43 | 32  | +4  |                                                      |
| 8   | Lierse S.K.                    | 30 | 12 | 7  | 11 | 58 | 53 | 31  | +5  |                                                      |
| 9   | Royale Union Saint-Gilloise    | 30 | 13 | 4  | 13 | 64 | 64 | 30  | 0   |                                                      |
| 10  | K Berchem Sport                | 30 | 9  | 10 | 11 | 47 | 61 | 28  | -14 |                                                      |
| 11  | R.O.C. de Charleroi-Marchienne | 30 | 10 | 6  | 14 | 50 | 68 | 26  | -18 |                                                      |
| 12  | Beringen FC                    | 30 | 10 | 5  | 15 | 46 | 66 | 25  | -20 |                                                      |
| 13  | R.C.S. Verviétois              | 30 | 8  | 7  | 15 | 30 | 49 | 23  | -19 |                                                      |
| 14  | K. Sint-Truidense V.V.         | 30 | 8  | 6  | 16 | 50 | 77 | 22  | -27 |                                                      |
| 15  | R.F.C. Tournai                 | 30 | 5  | 7  | 18 | 37 | 83 | 17  | -46 | Descenso a la Division II                            |
| 16  | Tilleur FC                     | 30 | 6  | 2  | 22 | 36 | 72 | 14  | -36 | Descenso a la Division II                            |

PJ = Partidos jugados; PG = Partidos ganados; PE = Partidos empatados; PP = Partidos perdidos; GF = Goles a favor; GC = Goles en contra; Pts = Puntos; DG = Diferencia de goles